# The Second Samurai
The Second Samurai è il sequel del videogioco del 1991 The First Samurai, pubblicato per Sega Genesis ed Amiga nel 1994. Rispetto al precedente capitolo, questo videogioco ha una modalità multiplayer che permette a due giocatori di cooperare in un'unica partita. 